# Ренвилл (округ, Северная Дакота)
Округ Ренвилл (англ. Renville County) располагается в штате Северная Дакота, США. Официально образован в 1873 году. По состоянию на 2013 год, численность населения составляла 2608 человек.

## История
Впервые округ Ренвилл был создан в 1872—1873 гг. на Территории Дакота. Однако просуществовал недолго, из-за малого притока переселенцев. Создание округа в совремменных границах произошло в 1910 году, после решения о расформировании округа Уорд. Округ получил название в честь Джозефа Ренвилла, переводчика с языков сиу, сыгравшего большую роль в отношениях между белыми и индейцами Сиу.

## География
По данным Бюро переписи США, общая площадь округа равняется 2 310,282 км2, из которых 2 266,252 км2 — суша, и 17,000 км2, или 1,940 % — это водоёмы.

## Население
По данным переписи населения 2000 года в округе проживает 2610 жителей в составе 1085 домашних хозяйств и 748 семей. Плотность населения составляет 1,00 человек на км2. На территории округа насчитывается 1413 жилых строений, при плотности застройки около 1,00-го строения на км2. Расовый состав населения: белые — 97,74 %, афроамериканцы — 0,23 %, коренные американцы (индейцы) — 0,65 %, азиаты — 0,46 %, гавайцы — 0,00 %, представители других рас — 0,11 %, представители двух или более рас — 0,80 %. Испаноязычные составляли 0,73 % населения независимо от расы.
В составе 28,70 % из общего числа домашних хозяйств проживают дети в возрасте до 18 лет, 60,40 % домашних хозяйств представляют собой супружеские пары, проживающие вместе, 5,60 % домашних хозяйств представляют собой одиноких женщин без супруга, 31,00 % домашних хозяйств не имеют отношения к семьям, 28,50 % домашних хозяйств состоят из одного человека, 14,70 % домашних хозяйств состоят из престарелых (65 лет и старше), проживающих в одиночестве. Средний размер домашнего хозяйства составляет 2,35 человека, и средний размер семьи 2,90 человека.
Возрастной состав округа: 23,30 % — моложе 18 лет, 4,90 % — от 18 до 24, 24,40 % — от 25 до 44, 25,30 % — от 45 до 64, и 25,30 % — от 65 и старше. Средний возраст жителя округа — 44 года. На каждые 100 женщин приходится 100,30 мужчин. На каждые 100 женщин старше 18 лет приходится 101,70 мужчин.
Средний доход на домохозяйство в округе составлял 30 746 USD, на семью — 36 023 USD. Среднестатистический заработок мужчины был 25 346 USD против 16 700 USD для женщины. Доход на душу населения составлял 16 478 USD. Около 8,50 % семей и 11,00 % общего населения находились ниже черты бедности, в том числе — 14,10 % молодежи (тех, кому ещё не исполнилось 18 лет) и 9,10 % тех, кому было уже больше 65 лет.

## Населённые пункты

### Города
- Мохолл
- Гленберн
- Шервуд
- Толли
- Лорейн
- Грано

### Тауншипы
| - Айванхоу - Брендон - Ван-Бьюрен - Грасленд - Гровер - Иден-Валли - Каллахан - Клей | - Колкухун - Локвуд - Мак-Кинни - Мускего - Плейн - Прескотт - Просперити - Рокфорд | - Рузвельт - Стаффорд - Уайт-Аш - Фэрбенкс - Хамерли - Хамлет - Харли - Энсин |

### Невключённые населённые пункты
- Грин
- Гровер
- Норма
- Рокфорд
- Уайт-Аш
- Чола